# Хуни
Хуни — последний египетский фараон III династии Древнего царства. Имя Хуни (или Ху) значит «Рубящий».
Хуни обычно считается отцом Снофру и царицы Хетепхерес (Хетефер). Для защиты южной границы Египта у первого порога на юг от Асуана он основал крепость на острове Элефантина. Человек по имени Хуни упоминается в качестве высокопоставленного придворного ещё при фараоне Джосере, поэтому если предположить, что этот вельможа и есть фараон Хуни, то он пришёл к власти уже в немолодом возрасте. Несмотря на это, Туринский список фараонов отводит ему целых 24 года правления.

## Пирамиды Хуни
| V28 | A24 | N35 · Z4 · D40 |

| V28 | A24 | N35 · Z4 · D40 |

| V28 | A24 | N35 · Z4 · D40 |

| V28 | A24 | N35 · Z4 · D40 |

| V28 | A24 | N35 · Z4 · D40 |

| V28 | A24 | N35 · Z4 · D40 |

| V28 | A24 | N35 · Z4 · D40 |

| V28 | A24 | N35 · Z4 · D40 |

Хуни были посвящены две пирамиды; крупнейшая из них находится в Медуме и превышает по размерам даже созданную Имхотепом пирамиду Джосера в Саккаре. Первоначально эта пирамида была ступенчатой, однако Хуни умер ещё до окончания её постройки, когда пирамида достигла высоты примерно семи ступеней. Его преемник Снофру приказал продолжать строительство, и была возведена восьмая ступень (существует теория, что пирамиду полностью строил только Снофру, и лишь позже он решил захоронить в ней предшественника). Затем новый фараон велел заполнить пространство между ступенями камнями, а всё строение обложить плитами из турского известняка, превратив её в первую пирамиду с гладкими стенами. Так пирамида (146 × 146 метров, высота 118 метров) обрела вид «истинной». Но в этой пирамиде не обнаружено и следа присутствия саркофага. Ныне эта пирамида сильно повреждена. Первые 20 м от основания этой пирамиды засыпаны песком, а остальные возвышаются над поверхностью всего лишь на 45 м, то есть составляют менее половины первоначальной величины.
Кроме того, вокруг этой пирамиды впервые был создан храмовый комплекс, предназначавшийся для служений в честь покойного фараона, а сам комплекс был обнесён стенами. В районе пирамиды французским археологом Огюстом Мариетом в 1871 году обнаружен ряд гробниц вельмож, содержавших такие шедевры искусства Древнего царства, как изображения медумских гусей и статуи царевича Рахотепа и его жены Нофрет.
Значительная часть пирамиды Хуни не сохранилась до нашего времени. Вторая, символическая и небольшая, пирамида Хуни была построена на Элефантине, возле первого нильского порога; насчёт возможности постройки пирамиды на отдалённом нильском острове существуют возражения, поэтому сведения о постройке пирамиды могут быть неверным толкованием строительства крепости (или пирамида находилась на территории последней).
Смерть Хуни упомянута автором в «Поучении Кагемни» (из «Папируса Присса»), одном из древнейших частично сохранившихся поучений, составленном от имени отца визиря Кагемни. В конце текста говорится о смерти Хуни, затем о последовавшем прибытии фараона Снофру.